# Sars-cov-2 beta
Sars-cov-2 beta, variant B.1.351, även kallad 501Y.V2, 20H/501Y.V2 (tidigare 20C/501Y.V2) eller den sydafrikanska covid-19- mutationen, är en variant av sars-cov-2, viruset som orsakar sjukdomen covid-19. Varianten upptäcktes först i Sydafrika av landets folkhälsomyndighet den 18 december 2020. Forskare och statsmän rapporterade att varianten förekom främst hos yngre människor utan några underliggande sjukdomar och gav en svårare sjukdomsutveckling. Den sydafrikanska folkhälsomyndigheten indikerade också att den nya varianten kan vara en drivande faktor i landets andra våg i covid-19-pandemin, då den nya varianten sprids mycket snabbare än tidigare varianter.

Länder med bekräftade fall av beta-varianten.
100 - 999 Bekräftade fall
50 - 99 Bekräftade fall
10 - 49 Bekräftade fall
5 - 9 Bekräftade fall
2 - 4 Bekräftade fall
1 Bekräftat fall
Har fall men inga tydliga siffror
Misstänkta fall
Inga bekräftade fall eller saknas data

Forskare noterade att varianten jämfört med ursprungsviruset samlat på sig flera mutationer, vilket tillåter den att lättare fästa sig på människans celler, detta på grund av tre mutationer inuti lipidhöljets proteiners receptor-bindande domän, som binder ACE2 hos människans celler.
Den 23 december redovisade Storbritanniens hälsominister Matt Hancock att två personer som rest från Sydafrika till Storbritannien testats positivt för beta-varianten av sars-cov-2.

## Sverige
Den 17 januari 2021 meddelade Folkhälsomyndigheten att de upptäckt ett fall av vad som då kallades den sydafrikanska virusmutationen i Sverige. Den 19 januari upptäcktes ytterligare ett fall. Den 25 januari upptäcktes ytterligare ett fall men rapporterades först dagen efter.
Den 17 februari 2021 upptäcktes en klustersmitta i Region Västmanland, där minst 20 personer hade betavarianten av viruset. Alla hade varit i kontakt med varandra, men ingen av dem kunde kopplas till någon resa till Sydafrika.

## Statistik
| Länder                    | Bekräftade fall                               | Datum | Referenser                                                                                               |
| ------------------------- | --------------------------------------------- | --- | --- |
| Sydafrika                 | 520 4 1 -6 30 147 39 735 (totalt)             | 8 oktober 2020 25 januari 2021 29 januari 2021 30 januari 2021 3 februari 2021 8 februari 2021 13 februari 2021 | [ 13 ] [ 13 ] [ 13 ] [ 13 ] [ 14 ] [ 14 ] [ 14 ]                                                         |
| Storbritannien            | 2 27 38 6 5 1 7 4 11 7 2 5 22 12 153 (totalt) | 23 december 2020 12 januari 2021 20 januari 2021 22 januari 2021 23 januari 2021 25 januari 2021 26 januari 2021 27 januari 2021 28 januari 2021 1 februari 2021 5 februari 2021 8 februari 2021 9 februari 2021 11 februari 2021 15 februari 2021 | [ 15 ] [ 16 ] [ 13 ] [ 13 ] [ 13 ] [ 13 ] [ 13 ] [ 13 ] [ 13 ] [ 17 ] [ 13 ] [ 13 ] [ 18 ] [ 18 ] [ 18 ] |
| Schweiz                   | 2 31 10 43 (totalt)                           | 28 december 2020 21 januari 2021 16 februari 2021 | [ 19 ] [ 20 ] [ 14 ]                                                                                     |
| Finland                   | 1 1 15 17 (totalt)                            | 28 december 2020 20 januari 2021 8 februari 2021 | [ 21 ] [ 22 ] [ 23 ]                                                                                     |
| Japan                     | 1                                             | 29 december 2020 | [ 24 ]                                                                                                   |
| Australien                | 1 5 1 2 6 2 18 (totalt)                       | 29 december 2020 20 januari 2021 22 januari 2021 29 januari 2021 5 februari 2021 13 februari 2021 16 februari 2021 | [ 25 ] [ 22 ] [ 22 ] [ 26 ] [ 13 ] [ 14 ] [ 14 ]                                                         |
| Zambia                    | 1 30 31 (totalt)                              | 30 december 2020 13 februari 2021 | [ 27 ] [ 14 ]                                                                                            |
| Frankrike                 | 1 4 5 1 12 1 4 21 50 (totalt)                 | 31 december 2020 20 januari 2021 27 januari 2021 2 februari 2021 3 februari 2021 5 februari 2021 8 februari 2021 16 februari 2021 | [ 28 ] [ 22 ] [ 29 ] [ 26 ] [ 13 ] [ 13 ] [ 13 ] [ 13 ] [ 14 ]                                           |
| Sydkorea                  | 1 1 2 (totalt)                                | 2 januari 2021 18 januari 2021 | [ 30 ] [ 31 ]                                                                                            |
| Sverige                   | 1 1 3 20 26 (totalt)                          | 2 januari 2021 20 januari 2021 25 januari 2021 2 februari 2021 | [ 32 ] [ 33 ] [ 34 ] [ 35 ] [ 12 ]                                                                       |
| Norge                     | 1                                             | 4 januari 2021 | [ 36 ]                                                                                                   |
| Kina                      | 1                                             | 6 januari 2021 | [ 37 ]                                                                                                   |
| Botswana                  | 1 5 1 3 6 21 3 40 (totalt)                    | 4 januari 2021 20 januari 2021 27 januari 2021 5 februari 2021 8 februari 2021 13 februari 2021 16 februari 2021 | [ 38 ] [ 22 ] [ 26 ] [ 13 ] [ 13 ] [ 13 ] [ 13 ]                                                         |
| Irland                    | 3 6 2 11 (totalt)                             | 8 januari 2021 26 januari 2021 8 februari 2021 | [ 39 ] [ 40 ] [ 13 ]                                                                                     |
| Brasilien                 | 1                                             | 8 januari 2021 | [ 41 ]                                                                                                   |
| Nederländerna             | 1 2 18 1 9 31 (totalt)                        | 8 januari 2021 18 januari 2021 26 januari 2021 5 februari 2021 8 februari 2021 | [ 42 ] [ 43 ] [ 44 ] [ 13 ] [ 13 ]                                                                       |
| Kanada                    | 1 1 1 3 (totalt)                              | 8 januari 2021 15 januari 2021 1 februari 2021 | [ 45 ] [ 46 ] [ 47 ]                                                                                     |
| Israel                    | 4 4 8 2 5 3 50 80 (totalt)                    | 9 januari 2021 13 januari 2021 16 januari 2021 17 januari 2021 21 januari 2021 24 januari 2021 27 januari 2021 1 februari 2021 | [ 48 ] [ 49 ] [ 50 ] [ 51 ] [ 52 ] [ 53 ] [ 54 ] [ 55 ]                                                  |
| Nya Zeeland               | 1 6 7 (totalt)                                | 10 januari 2021 29 januari 2021 | [ 56 ] [ 26 ]                                                                                            |
| Tyskland                  | 6 1 1 1 24 2 35 (totalt)                      | 12 januari 2021 14 januari 2021 15 januari 2021 25 januari 2021 27 januari 2021 29 januari 2021 | [ 57 ] [ 58 ] [ 59 ] [ 60 ] [ 61 ] [ 62 ]                                                                |
| Belgien                   | 1 5 15 12 22 23 78 (totalt)                   | 13 januari 2021 20 januari 2021 23 januari 2021 5 februari 2021 13 februari 2021 16 februari 2021 | [ 63 ] [ 64 ] [ 65 ] [ 13 ] [ 14 ] [ 14 ]                                                                |
| Taiwan                    | 1                                             | 13 januari 2021 | [ 66 ]                                                                                                   |
| Danmark                   | 1 2 7 (totalt)                                | 16 januari 2021 29 januari 2021 5 februari 2021 13 februari 2021 | [ 67 ] [ 14 ] [ 13 ] [ 14 ]                                                                              |
| Spanien                   | 1 1 2 (totalt)                                | 22 januari 2021 13 februari 2021 | [ 22 ] [ 14 ]                                                                                            |
| Kenya                     | 2 3 1 6 (totalt)                              | 22 januari 2021 8 februari 2021 13 februari 2021 | [ 68 ] [ 13 ] [ 14 ]                                                                                     |
| Portugal                  | 1                                             | 22 januari 2021 | [ 69 ]                                                                                                   |
| Panama                    | 1                                             | 23 januari 2021 | [ 70 ]                                                                                                   |
| Förenade Arabemiraten     | 5                                             | 23 januari 2021 | [ 71 ]                                                                                                   |
| Mayotte                   | 5 2 15 5 68 95 (totalt)                       | 27 januari 2021 1 februari 2021 2 februari 2021 13 februari 2021 16 februari 2021 | [ 14 ] [ 13 ] [ 13 ] [ 14 ] [ 14 ]                                                                       |
| USA                       | 2 1 2 3 8 (totalt)                            | 27 januari 2021 2 februari 2021 3 februari 2021 11 februari 2021 | [ 14 ] [ 72 ] [ 13 ] [ 14 ]                                                                              |
| Moçambique                | 20 -1 22 41 (totalt)                          | 29 januari 2021 30 januari 2021 13 februari 2021 | [ 14 ] [ 14 ] [ 14 ]                                                                                     |
| Vietnam                   | 1                                             | 31 januari 2021 | [ 73 ]                                                                                                   |
| Luxemburg                 | 2                                             | 2 februari 2021 | [ 73 ]                                                                                                   |
| Turkiet                   | 2                                             | 3 februari 2021 | [ 73 ] [ 74 ]                                                                                            |
| Österrike                 | 1 75 217 145 438 (totalt)                     | 4 februari 2021 4 februari 2021 8 februari 2021 12 februari 2021 | [ 73 ] [ 75 ] [ 76 ] [ 77 ]                                                                              |
| Bangladesh                | 1                                             | 8 februari 2021 | [ 73 ]                                                                                                   |
| Ghana                     | 1                                             | 6 februari 2021 | |
| Grekland                  | 7                                             | 17 februari 2021 | |
| Malta                     | 1                                             | 16 februari 2021 | |
| Singapore                 | 1                                             | 16 februari 2021 | |
| Thailand                  | 1                                             | 16 februari 2021 | |
| Världen (36 andra länder) | 1 979                                         | Sedan den 17 februari 2021 | |